# Benedykt XVI. Ostatnie rozmowy
Benedykt XVI. Ostatnie rozmowy, niem. Benedikt XVI. Letzte Gespräche – wywiad rzeka przeprowadzony przez niemieckiego dziennikarza i prozaika Petera Seewalda z emerytowanym papieżem Benedyktem XVI, wydany w 2016 w kilku językach.

## Treść
W wywiadzie papież wypowiedział się na temat powodów swojej rezygnacji, najważniejszych momentach swego pontyfikatu, problemach dotyczących funkcjonowania kurii rzymskiej oraz o osobie swojego następcy Franciszka.